# ملتهمة الهيدروجين الشريطية الحلزونية
ملتهمة الهيدروجين الشريطية الحلزونية (الاسم العلمي: Hydrogenophaga taeniospiralis) هي نوع من البكتيريا، سلبية الغرام، تتبع جنس ملتهمة الهيدروجين.